# شيق منقط أبيض
شِيق منقط أبيض أو أبو مَرِينا منقط أبيض (الاسم العلمي: Muraena argus) (بالإنجليزية: White-spotted moray)‏ هو نوع من الأسماك يتبع جنس الموراي من الفصيلة المورايية.